# Beryx mollis
Beryx mollis é um membro da família Berycidae. Pode ser encontrado no noroeste do Pacífico, perto do Japão e no oeste do Oceano Índico, onde vive a profundidades entre 100 e 500 metros. Pode atingir tamanhos de até 0,30 centímetros.